# ايميكا امرون
ايميكا امرون (بالإنجليزية: Emeka Emerun)‏ (11 نوفمبر 1994 بأويري في نيجيريا - ) هو لاعب كرة قدم نيجيري في مركز الهجوم. لعب مع الأولمبي الباجي والترجي الرياضي التونسي والنادي الرياضي البنزرتي وبايرن ميونخ الثاني وسلوبودا أوزيس.

## روابط خارجية
- ايميكا امرون على موقع قاعدة بيانات كرة القدم.إي يو (الإنجليزية)
- ايميكا امرون على موقع Soccerway.com (الإنجليزية)